# Il quadro che uccide
Il quadro che uccide è un romanzo del 1994 scritto da Iain Pears. Si tratta del quarto romanzo della serie di Jonathan Argyll.

## Edizioni
- Iain Pears, Il quadro che uccide, traduzione di Donatella Cerutti Pini, collana La Gaja scienza, Longanesi, 2005,  p. 322.
- Iain Pears, Il quadro che uccide, traduzione di Donatella Cerutti Pini, collana TEA mistery, TEA, 2012,  p. 322.